# Кривавий водоспад

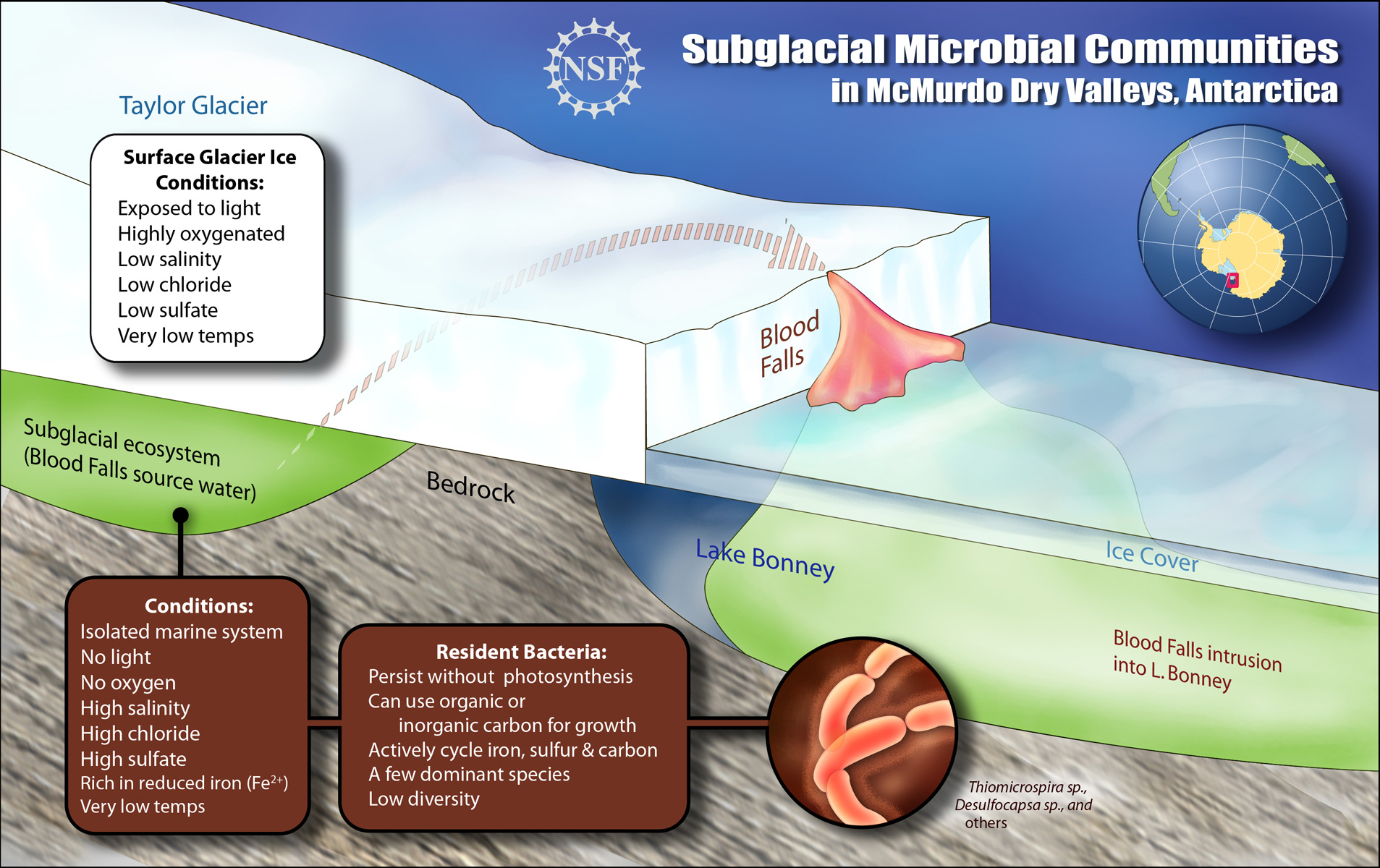
Схематичне зображення екосистеми «Кривавого водоспаду»

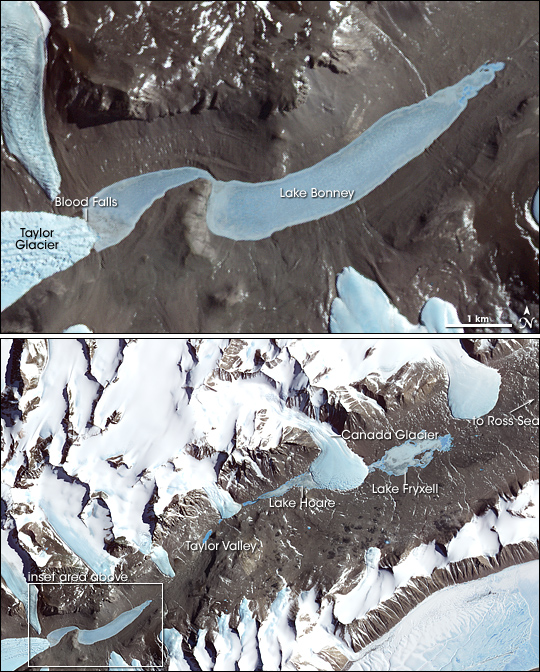
Супутниковий знімок місцевості

Кривавий водоспад (англ. Blood Falls) — криваво-червоний від великого вмісту оксиду заліза потік, що витікає із Льодовика Тейлора в Сухих долинах в Східній Антарктиді.
Багата залізом солона вода виходить із невеликої тріщини в льодяному водоспаді. Джерелом води є озеро, вкрите 400 метрами криги, віддалене на декілька кілометрів від водоспаду. Це озеро сформувалось, коли сухі долини були затоплені морською водою, а після відступу води і наступу льоду 4—1,5 мільйони років тому воно опинилось накритим товстим шаром криги. Солоність води в озері перевищує солоність в океані в чотири рази, тому вода не замерзає навіть при мінус 10 градусах за Цельсієм.
Червонувате родовище було відкрито в 1911 році австралійським геологом Гріффітом Тейлором. Перші дослідники Антарктиди пояснювали червоний колір червоними водоростями, але пізніше було доведено, що колір з'являється від окисів заліза, що утворюються внаслідок унікального метаболічного циклу. Проаналізувавши хімічний та ізотопний склад в потоках води, витікаючої з озера, група вчених під керівництвом Джилл Мікуккі із Гарвардського університету змогла довести, що це озеро заселене мікроорганізмами, які при відсутності сонячного світла, необхідного для фотосинтезу, а також поживних речовин, що надходять ззовні, отримують життєву енергію, відновлюючи розчинені у воді сульфати до сульфітів з наступним їх окисленням іонами трьохвалентного заліза, яке проникає у воду із ґрунту на дні озера.

## Теорія походження
Про існування життя в підлідних озерах Антарктики вчені розмірковують з 1960-х років, але точно встановити цей факт заважали дві обставини — необхідність буріння сотень метрів і кілометрів льоду а також побоювання з приводу зараження унікальних закритих екосистем «зовнішніми» бактеріями. Кривавий водоспад надав біологам унікальну можливість отримати в свої руки зразки води з величезної глибини без ризику зараження «секретної» оази, схованої в одній із сухих долин Антарктиди.
Генетичний аналіз показав — під товщею льодовика Тейлора живуть 17 різних видів мікроорганізмів. Ці види багато в чому аналогічні сучасним організмам і в той же час зовсім відмінні від них. Що, безсумнівно, є результат проживання в таких суворих умовах протягом дуже тривалого часу. Також, генетичний аналіз бактерій показав, що вони споріднені з відомими бактеріями, які використовують для дихання сульфат. Але ізотопний аналіз кисню в сульфатах (який також вдосталь присутній у воді з кривавого водоспаду) привів вчених до висновку, що підлідні мікроорганізми, хоча і використовують дану сполуку в своїх потребах, — зовсім не дихають нею.
Ще раніше дослідники встановили, що за рудий відтінок відповідає іржа: вода, що виходить з крижаної тріщини, виявилася надзвичайно багата розчинним двовалентним залізом, яке відразу ж окислюється, з'єднуючись з киснем повітря. А двовалентне залізо там могло з'явитися, тільки якщо його постачали мікроорганізми, конвертуючи з тривалентного заліза. 1,5-2 мільйони років тому на цьому місці був фіорд. Коли почалося зледеніння, рівень моря впав і порівняно невелика водойма на континенті виявилася закрита зверху потужним льодовиком. Мікроби ж, що потрапили в пастку, весь цей час жили, переробляючи залишки органіки, замкненої разом з ними, причому дихали вони залізом з навколишніх порід (замість кисню) за сприяння сульфату як каталізатора. Такий цикл вчені вже відтворювали в лабораторії, але ніколи не спостерігали в природі.
Точний розмір прихованої водойми — невідомий. Але передбачається, що він захований від сонця майже півкілометровою товщею льоду, а тягнеться на відстань майже чотири кілометри.

## Гіпотеза «Снігової кулі»
Виживання бактерій у такому неприємному місці знову підняло в науковому середовищі тему «Землі — Снігової кулі» (Snowball Earth), тобто гіпотези глобального зледеніння, що сталося близько 650–700 мільйонів років тому і залишило після себе ряд геологічних змін.
Вчені давно сперечаються — чи було те зледеніння повним (за деякими оцінками, буквально вся Земля — від полюса до полюса — перетворилася тоді в єдину крижану кулю, пізніше її повернули до життя вулканізм і викиди в атмосферу вуглекислого газу), або де-не-де залишалися відкриті ділянки океану. Сперечаються і про силу, і навіть тривалості зледеніння (є версія, що воно складалося з декількох періодів, змінюючись паузами — відлигами).

## Астробіологія

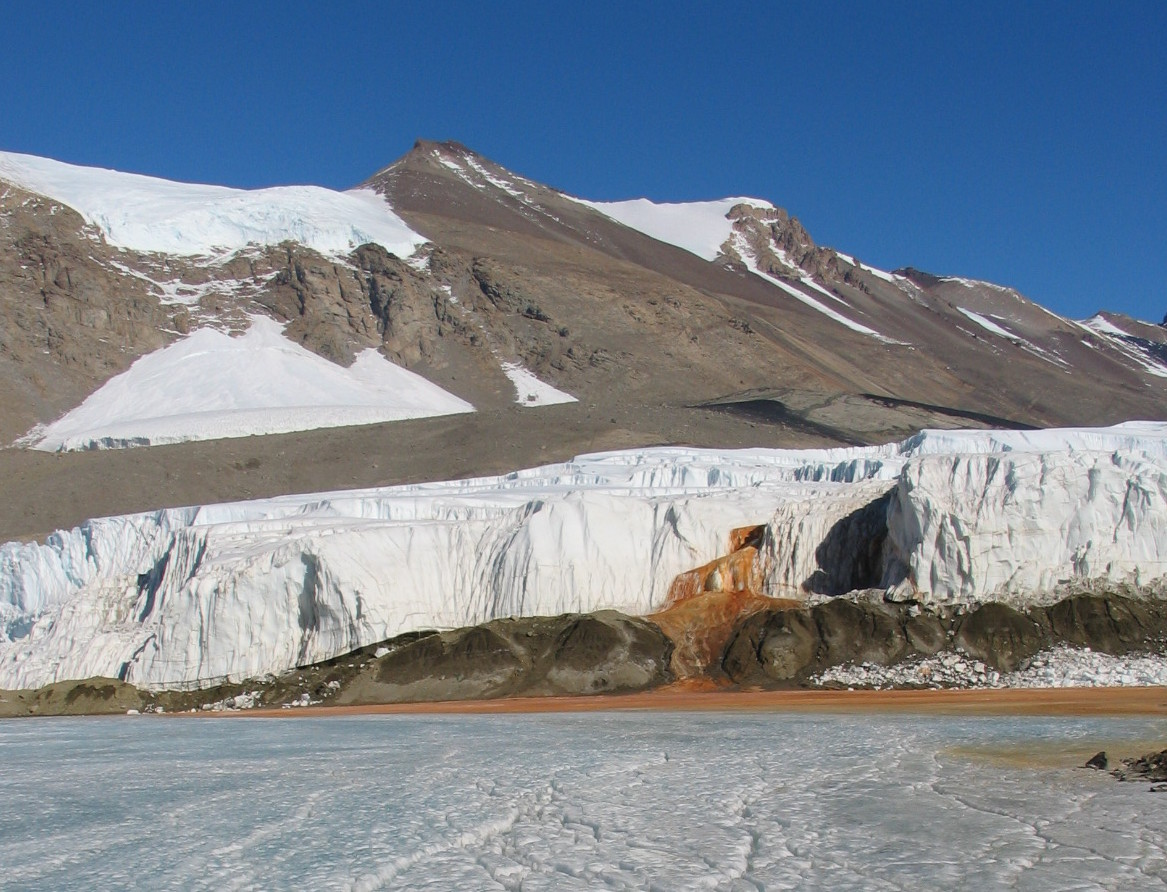
Кривавий водоспад

Виявлена екосистема дозволяє астробіологам робити припущення про можливість збереження життя в аналогічних умовах на інших планетах сонячної системи. Наприклад, під льодяними шапками Марса або в океанах супутника Юпітера — Європи.